# 広間での音楽会
『広間での音楽会』（ひろまでのおんがくかい、英: Musical Party in a Hall）、または『アムステルダム新市庁舎での音楽会』（アムステルダムしんしちょうしゃでのおんがくかい、独: Musizierende Gesellschaft im Neuen Amsterdamer Stadthaus）は、17世紀オランダ絵画黄金時代の画家ピーテル・デ・ホーホが1663–1665年ごろ、キャンバス上に油彩で制作した絵画である。現在、ライプツィヒにあるライプツィヒ造形美術館に所蔵されている。

## 作品
この絵画は、1908年に研究者ホフステーデ・デ・フロートにより以下のように記述されている。
126番。音楽会。ホフステーデ・デ・フロート (の以前の著作で) 34番。大きな広間の左側が表されており、そこには3人の人物が、ペルシア絨毯に覆われ、オレンジが載っているテーブルに着いている。1人の紳士がチェロを、もう1人がフルートを弾き、婦人が歌っている。フルート奏者はつばの広い帽子を被り、左端のテーブルの後ろに座っている。チェロ奏者はテーブルの右側に座っており、その全身像が鑑賞者に見えている。彼は長い巻き毛をして、膝丈の半ズボンを穿き、切込みのある袖の付いたピンクのダブレットを幅広のカフス付きの白いシャツの上に纏っている。彼は左手でグラスを掲げ、右手でチェロの弦を持っている。彼は、右側の女性を見ている。彼女は楽譜を膝の上に置き、緑色っぽい胴着と黄色い絹のスカートを身に着けている。2人の男性の間には少年がおり、彼の背後には男女がいる。右側から小さな犬がやってきている。広間の奥には、ドアから続く石の階段がある。右側のもう1つのドアから明るい光に照らされた部屋が見え、そこには若い男女が立っている。これらのドアの上の壁には、ラファエロの『アテナイの学堂』 (ヴァチカン宮殿、ローマ) の複製が描かれている。

ヴィルヘルム・フォン・ボーデによれば、この絵画は1662-1665年ごろの制作である。キャンバスの大きさは縦32インチで、横27インチである。シャルル・ルブランの『Le Tresor de la Curiosité』第2巻の262ページに記述されている。この絵画の (過去の) 所有者には、1809年2月16日にパリのピエール・グラン・プレ (Pierre de Grand Pre) から2620フランで購入したパイエ (Paillet) や、1892年にロンドンのジェームズ (James) から購入したティーム (A. Thieme) らが含まれる。1900年の目録で45番の作品としてティームのコレクションにある。
画面の大きな広間は、当時のアムステルダム市庁舎 (現在のアムステルダム王宮) の中央広間のギャラリーである。背景にある絵画は、ラファエロの『アテナイの学堂』を空想で描いたものであるが、実際には別の絵画が掛けられていた。3組の男女が表されていることから、このギャラリーは、おそらく婚姻のための登録事務所近くの南東角にあるものであろう。右側のドアは、登録事務所そのものであるのかもしれない。

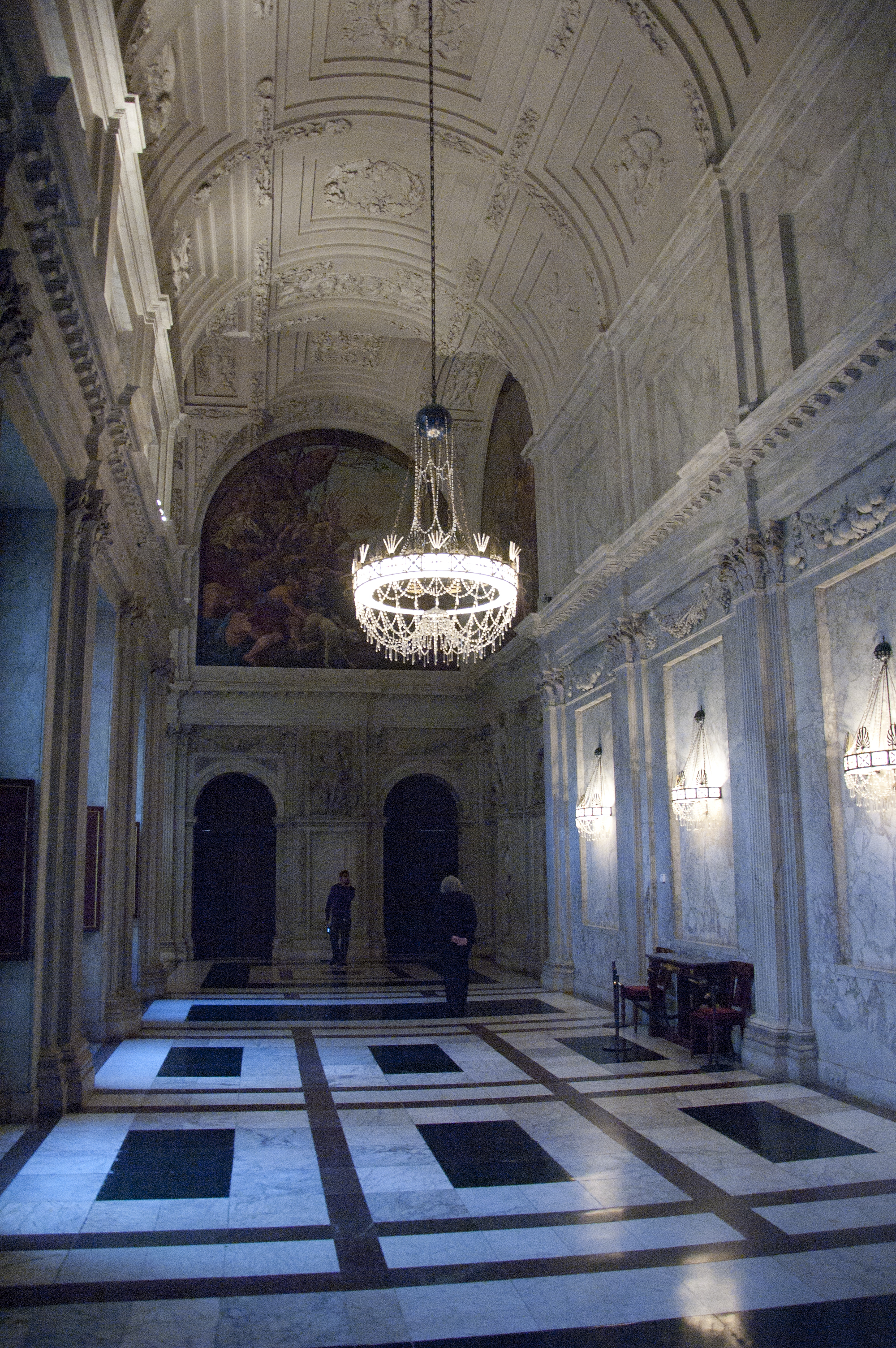
現在の王宮のギャラリーの眺め

デ・ホーホは、アムステルダム市庁舎の内部を描いた作品を少なくともほかに2点制作した。

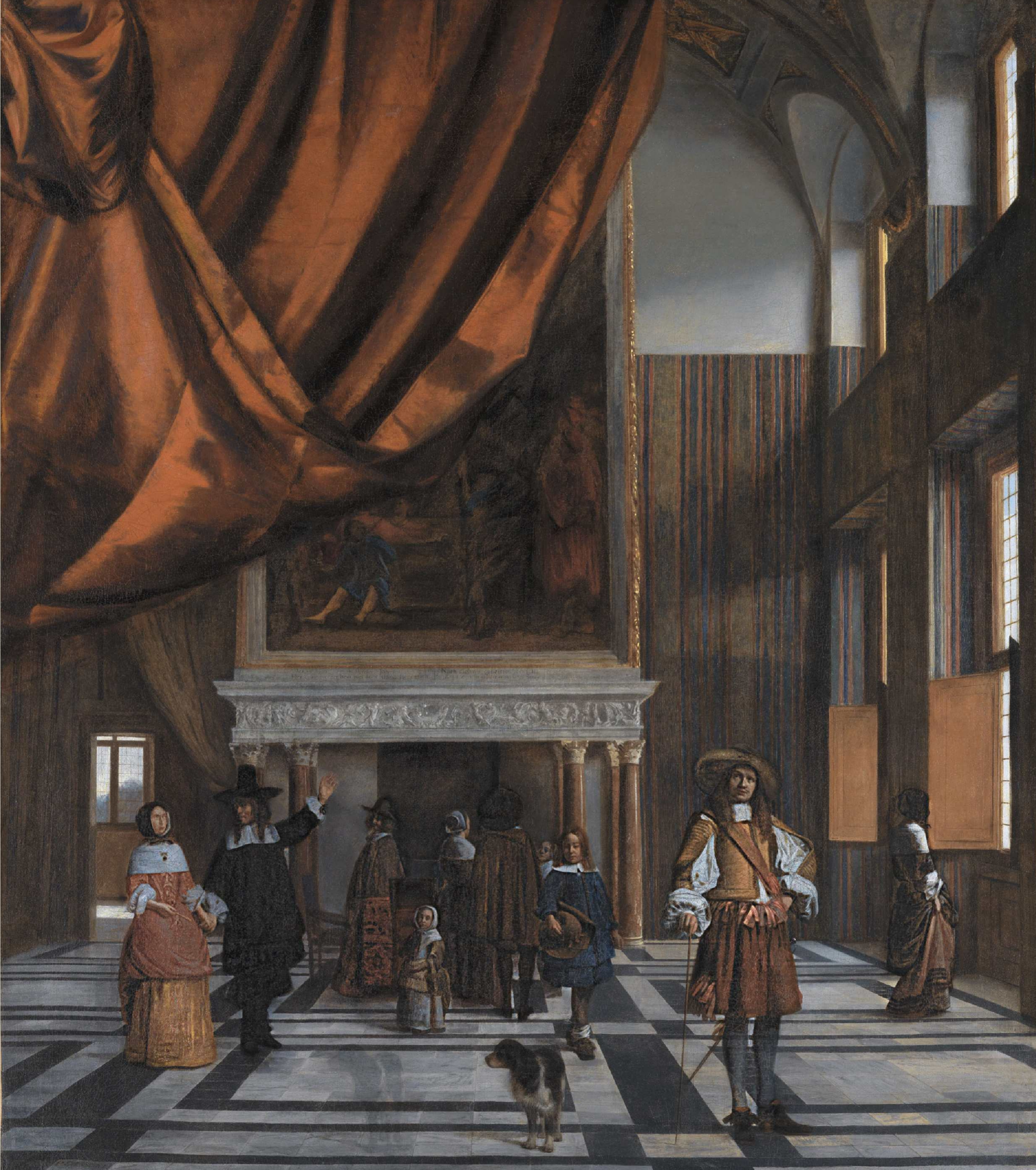
『アムステルダム市庁舎の評議会室』
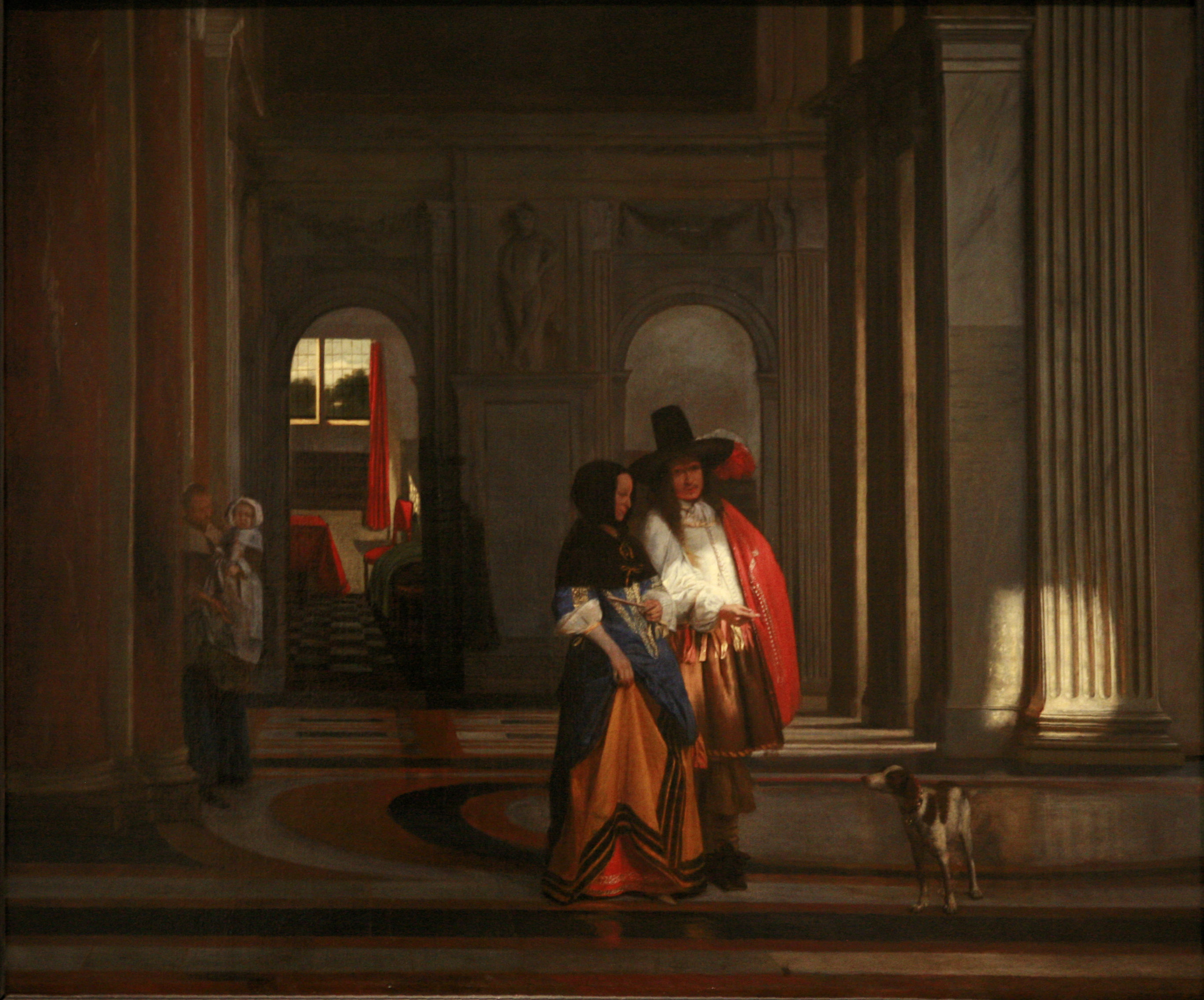
『アムステルダム市庁舎内の散策』